# Іден (Саксонія-Ангальт)
Іден (нім. Iden) — громада в Німеччині, розташована в землі Саксонія-Ангальт. Входить до складу району Штендаль. Складова частина об'єднання громад Арнебург-Гольдбек.
Площа — 37,37 км2. Населення становить 761 ос. (станом на 31 грудня 2021).

## Галерея

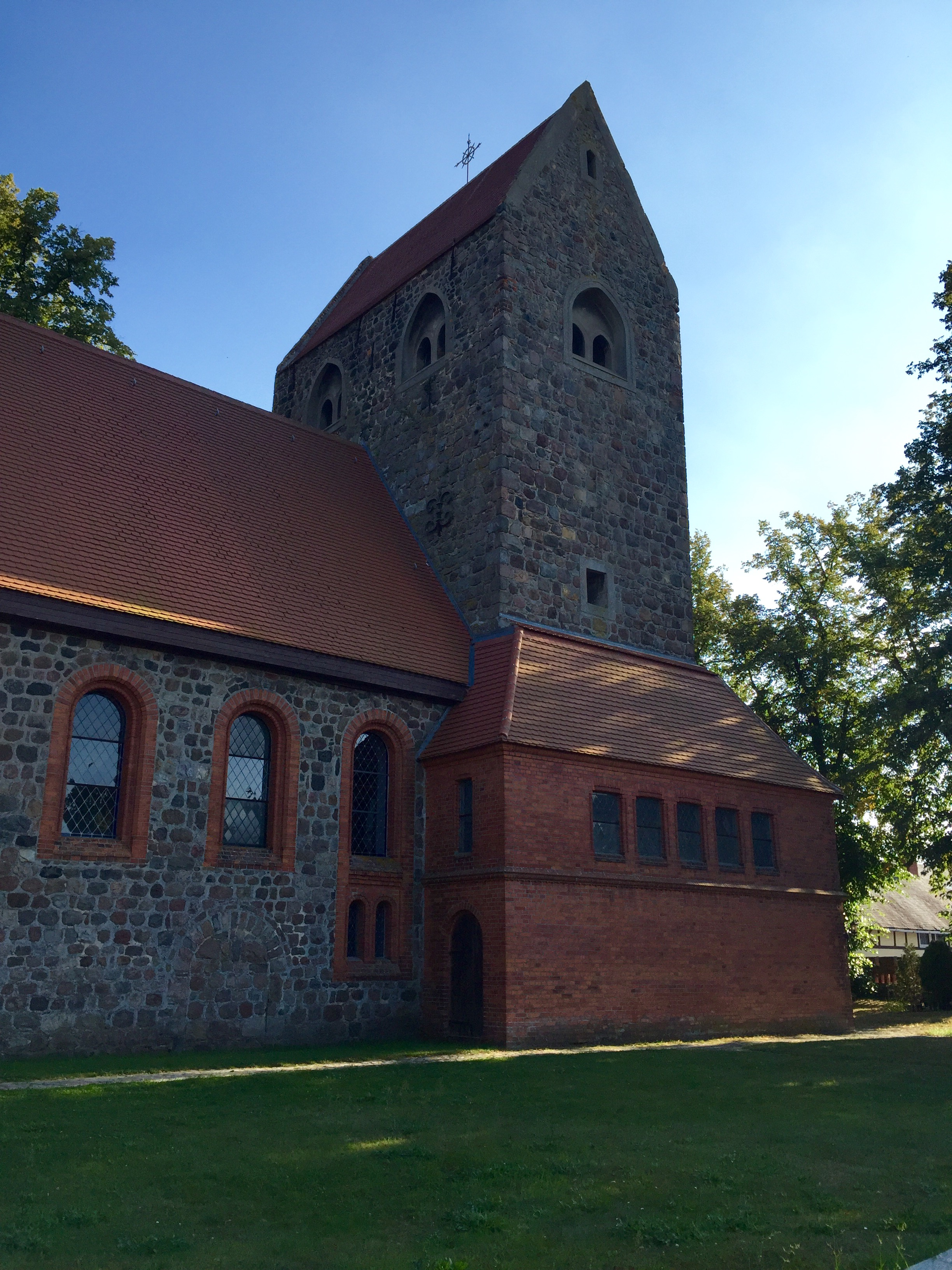
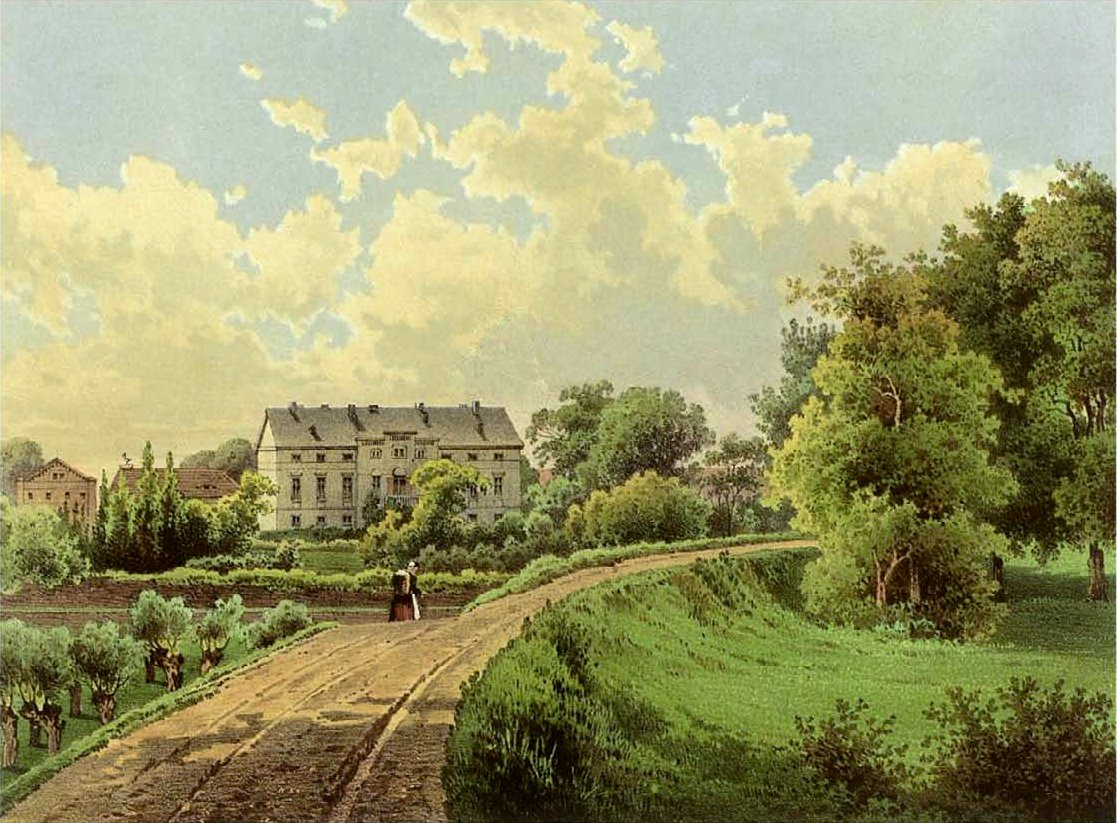